# اوئی-تپوری
اوئی-تپوری (به اسپانیایی: Uei) یک کوه در ونزوئلا است که در ایالت بولیوار واقع شده‌است. اوئی-تپوری ۲٬۱۵۰ متر بالاتر از سطح دریا واقع شده‌است.